# Max Brooks
Maximillian Michael „Max” Brooks (n. 22 mai 1972) este un scriitor american de literatură de groază și scenarist. Este fiul producătorului de filme de comedie Mel Brooks. Spre deosebire de tatăl său, Max s-a axat mai mult pe povestiri groază, mai ales cu zombie.  Brooks este și actor de televiziune și de dublaj.

## Biografie
Brooks s-a născut în New York City, fiind fiul actriței Anne Bancroft și al regizorului, producătorului, scriitorului și actorului Mel Brooks. Tatăl său este evreu, iar ambii părinți ai mamei proveneau din familii de imigranți italieni, fiind crescuți în credința catolică.
Brooks este dislexic și a urmat cursurile Școlii Crossroads din Santa Monica, California. A început să studieze istoria la Colegiul Pitzer din Claremont, California, curs pe care l-a abandonat ulterior și a petrecut un semestru la Universitatea din Insulele Virgine. În 1994 a absolvit Universitatea Americană din Washington, D.C..

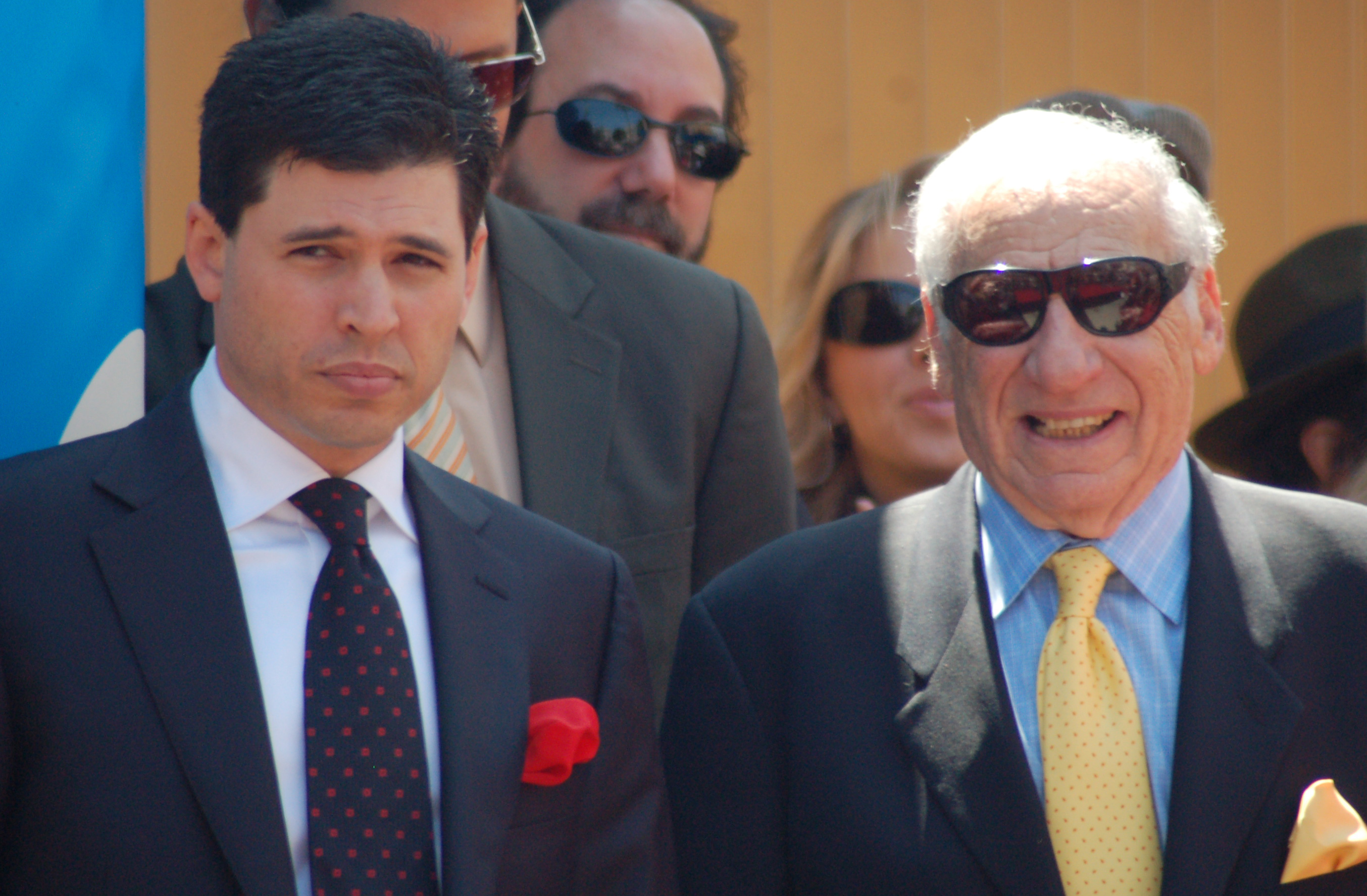
Max Brooks cu tatăl său, Mel Brooks, în aprilie 2010

Brooks s-a căsători cu Michelle Kholos în 2003. Începând cu luna martie a nului 2005, cei doi au un copil, Henry Michael Brooks. Familia Brooks trăiește în Venice, California.

## Cariera

### Scrisul
Între 2001 și 2003, Brooks a fost membru al echipei de scriitori de la Saturday Night Live.
Brooks este autorul cărții The Zombie Survival Guide. care descrie în amănunt modul în care au apărut zombi și care este viața lor. Cartea a fost urmată în 2009 de The Zombie Survival Guide: Recorded Attacks, un roman grafic care descrie câteva dintre evenimentele detaliate în carte.
Romanul Războiul Z, care prezintă războiul dintre oameni și zombi, a fost lansat pe 12 septembrie 2006. Paramount Pictures a cumpărat drepturile de ecranizare, compania lui Brad Pitt Plan B Entertainment fiind însărcinată cu realizarea filmului. În numărul din octombrie 2006 al revistei Fangoria Magazine, Brooks a declarat că nu va scrie scenariul filmului, deoarece considera că nu este un scenarist suficient de bun ca să poată face acest lucru (J. Michael Straczynski a scris prima versiune a scenariului).
În 2013, Cemetery Dance a publicat o ediție limitată a Războiului Z, ilustrată de Jeremy Caniglia, care a coincis cu lansarea filmului.
Brooks a scris introducerea ediției cartonate a mini-seriei despre zombi Raise the Dead, publicată în 2007 de Dynamite Entertainment.
The New Dead, o antologie din 2010 a povestirilor despre zombie nepublicate anterior ale lui Christopher Golden, conține o poveste nouă din lumea Războiului Z intitulată "Closure, LTD".
În 2010, Brooks a scris mini-seria de bandă desenată G.I. Joe: Hearts & Minds pentru compania IDW.
În 2011, Brooks a scris cuvântul înainte la Everything You Ever Wanted to Know About Zombies, o carte de ficțiune de 300 de pagini a lui Matt Mogk.
În 2013, Avatar Press a lansat The Extinction Parade, o serie de bandă desenată bazată pe o povestire scrisă de Brooks în 2011.

### Actoria
Brooks este și actor, el jucând în filmul To Be or Not to Be și în serialele de televiziune Roseanne, Pacific Bluee și 7th Heaven. De asemenea, a realizat dublajul pentru o serie de seriale de animație, cum ar fi Batman Beyond, Buzz Lightyear of Star Command, Justice League și All Dogs Go to Heaven: The Series. La începutul celui de-al treilea sezon din Lost Tapes a fost desemnat să joace propriul rol într-un episod despre zombi, povestind audienței despre modul în care au apărut aceștia.
Brooks a mai apărut în serialul de televiziune Deadliest Warrior, în care a reprezentat echipa zombilor în episodul "Vampires vs Zombies", el fiind considerat un expert în zombi alături de Matt Mogk, fondatorul Societății de Cercetare a Zombilor. El a apărut și în seria Sons of Guns de pe Discovery Channel, tot într-un episod despre zombi.

### Seria Războiul Z
- World War Z: An Oral History of the Zombie War (2006)

ro. Războiul Z - editura Trei, 2012
- "The Great Wall: A Story from the Zombie War" (2007)
- "Closure, Ltd." (2010)

### Antologii
- Tales from the Cobra Wars: A G. I. Joe Anthology (2011)

### Non-ficțiune
- The Zombie Survival Guide (2003)